# フレッシュゴッド・アポカリプス
フレッシュゴッド・アポカリプス (Fleshgod Apocalypse)は、イタリア出身のテクニカルデスメタル・バンド。
従来のブルータル・デスメタルやテクニカルデスメタルに、オペラティックなハイトーン・ボーカルやクラシカルなギターソロを導入し、シンフォニックメタルに由来するメロディアスかつシンフォニックな要素とブルータルかつテクニカルな要素が融合している。このような、激しいブルータル・デスメタルと大仰なシンフォニックメタルを融合した独特の音楽性を保持している。

## 略歴
2007年に、イタリアのペルージャでフランチェスコ・パオリ (Vo、G)、クリスティアノ・トリオンフェラ (G)、パオロ・ロッシ (B)、フランチェスコ・ストルリア (Ds)の4名で結成。フランチェスコ・パオリ、パオロ・ロッシ、フランチェスコ・ストルリアの3名は、タイラニック・エシカル・リコンストラクション (Tyrannic Ethical Reconstruction)というデスラッシュバンドで共に活動していた。同年中に、1stデモ『Promo '07』をリリース。同デモから2曲が、Septycal Gorge、Modus Delicti、Onirikとのスプリットアルバム『Da Vinci Death Code』に収録された。その後、2009年に1stアルバム『Oracles』をリリース。同アルバムは、北米では、ウィローティプ・レコード、ヨーロッパではキャンドルライト・レコードからリリースされ、デビューを果たした。同アルバムのレコーディング前後に、ドラマーのフランチェスコ・ストルリアが脱退している。そのため、アルバムクレジットには、アワー・オヴ・ペナンスでフランチェスコ・パオリと同僚であるマウロ・メルキュリオがレコーディング・セッションで参加したことが明記されている。また、同アルバムでは後に正式メンバーとなるフランチェスコ・フェリーニ (Piano、Orchestra)がセッションとして参加している。同アルバムでは、まだシンフォニックな要素は薄く、ブルータル・デスメタル色、テクニカルデスメタル色の強いサウンドだった。
フランチェスコ・ストルリアの脱退を受けて、ボーカル兼ギターのフランチェスコ・パオリが、更にドラムスを兼任することになる (基本的にはドラムス)。フランチェスコ・パオリは、以前からドラムパートのアレンジも手掛けていた。また、トマソ・リカルディ (Vo,G)がツアーメンバーを経て正式に加入することとなった。2010年に1stEP『Mafia』をリリース。また、積極的なライブ活動を行う。このライブ活動のさなか、フランチェスコ・フェリーニが正式メンバーとして加入。2011年5月にドイツの名門レーベル、ニュークリア・ブラストと契約。同年8月に2ndアルバム『Agony』をリリース。日本では、日本コロムビアが日本盤をリリースし、日本デビューを果たした。2013年に3rdアルバム『Labyrinth』をリリース。
2014年に、ザ・ブラック・ダリア・マーダーがヘッドライナーの「Into the Everblack Japan Tour 2014」に参加し初来日。この日本ツアー終了翌日には、フレッシュゴッド・アポカリプスのみ追加公演も行われた。
2016年に4thアルバム『King』をリリース。日本では、ワードレコーズ傘下のレーベル・ケイオスレインズから日本盤がリリースされる。
2017年10月、フロントマンのトマソ・リカルディの脱退が発表された。トマソの脱退が決まったのは8月頃のことで、原因は個人的な理由による。これを受けて、現ドラマーで元フロントマンのフランチェスコ・パオリがヴォーカル兼ギターに再転向することになった。ただし、スタジオにおいては、引き続きフランチェスコがドラムスを担当する。また、クリスティアノ・トリオンフェラもほぼ同時期に離脱している。これらを受けて、ファビオ・バルトレッティ (Lead G)、ダーヴィッド・フォルキット (Ds)がライヴセッションとして加入することが発表された。2019年に5thアルバム『Veleno』をリリース。
2020年2月、2017年よりセッションドラマーを務めたダーヴィッド・フォルキットがサポートを退き、新たにユージン・リャブチェンコ (Ds)がライヴセッションとして加入することが発表された。同年10月下旬に、これまでライヴサポートとして参加していたヴェロニカ・ボルダッチーニ (Soprano Vo)、ファビオ・バルトレッティ (Lead G)、ユージン・リャブチェンコ (Ds)が正式メンバーとして加入したことが発表された。
2024年2月下旬、結成時からベーシストを務めたパオロ・ロッシの脱退が発表された。ロッシの脱退は、2019年から続く新型コロナウイルスの世界的流行の中、新たに始めた仕事が軌道に乗り、新型コロナウイルスの世界的流行が落ち着いた後も、バンド活動に参加することが困難となってしまったため。バンドがライブ活動を再開した後もライヴへ参加できない場合が多く、その際はディレインなどで活動するルドヴィコ・シオフィ (B)がサポートとしてステージに立った。後任は加入せず、ベースはフランチェスコ・パオリが兼任し、クリーンボーカルはソプラノボーカルを担当していたヴェロニカ・ボルダッチーニが担うこととなった。この脱退で、中心人物のフランチェスコ・パオリ以外のオリジナルメンバーが全員脱退することとなった。

## メンバー

### 現ラインナップ
- フランチェスコ・パオリ (Francesco Paoli) - ヴォーカル/ギター/ベース  (2007 - )
結成時はボーカル及びギターを担当し、加えてドラムパートのアレンジについても大部分を担当していた。1stEP『Mafia』からドラムスを兼任する。ただし、メインはドラムスでフロントマンは新たに加入したトマソ・リカルディが担当する。2017年のトマソ・リカルディ脱退を受けて、ボーカル兼ギターに再転向。正式メンバーが加入しなかったドラムスについてはスタジオのみ担うこととなった。その後、2020年にユージン・リャブチェンコが正式ドラマーとして加入している[7]。
本人がドラマーとして活動しているのは当バンドのみであった。凄まじいまでの正確さとスピードを誇るブラストビートを叩きこなすことができ、ライブでもそのドラミングを忠実に再現している。
更にベースも弾くことができるマルチプレイヤーであり、2024年のパオロ・ロッシ脱退後からはベースも兼任することになった[8]。
アワー・オヴ・ペナンス、ブラッドトゥルースでも活動していた。
- ヴェロニカ・ボルダッチーニ (Veronica Bordacchini) - クリーン・ヴォーカル (2020 - )
2013年から2020年の正式加入迄、セッションメンバーとしてアルバムやライヴに参加していた。2024年のパオロ・ロッシ脱退後からは、ロッシが担当していたクリーン・ヴォーカルパートも担うこととなった[8]。
- ファビオ・バルトレッティ (Fabio Bartletti) - リードギター (2020 - )
2017年から2020年の正式加入迄、セッションメンバーとしてアルバムやライヴに参加していた。
ハイデアス・ディヴィニティーなどでも活動。
- フランチェスコ・フェリーニ (Francesco Ferrini) - ピアノ (2010 - )
1stアルバム『Oracles』から参加していたが、当時はセッション参加で、1stEP『Mafia』リリース後に正式メンバーとして加入した。ストライダーでも活動していた。
- ユージン・リャブチェンコ (Eugene Ryabchenko) - ドラムス (2020 - )
2020年2月よりセッションメンバーとして参加することになったが、同年10月には正式メンバーとして加入することとなった。
ウクライナ出身。バニッシャー、カストラムなどで活動。ベルフェゴール、ディキャピテイテッドやヴァイタル・リメインズのセッションメンバーとしても活動。

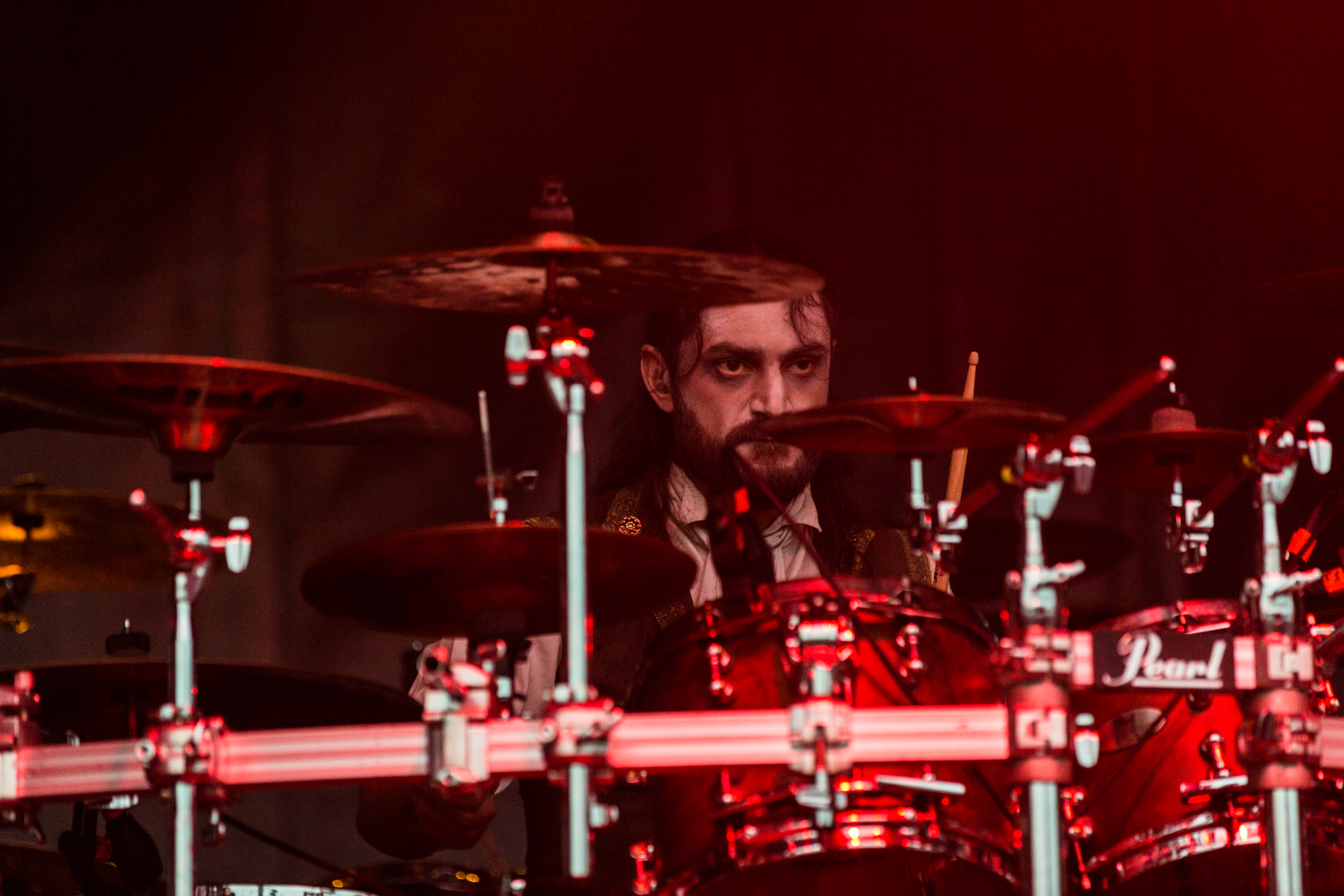
フランチェスコ・パオリ(メインvo/Ds) 2017年
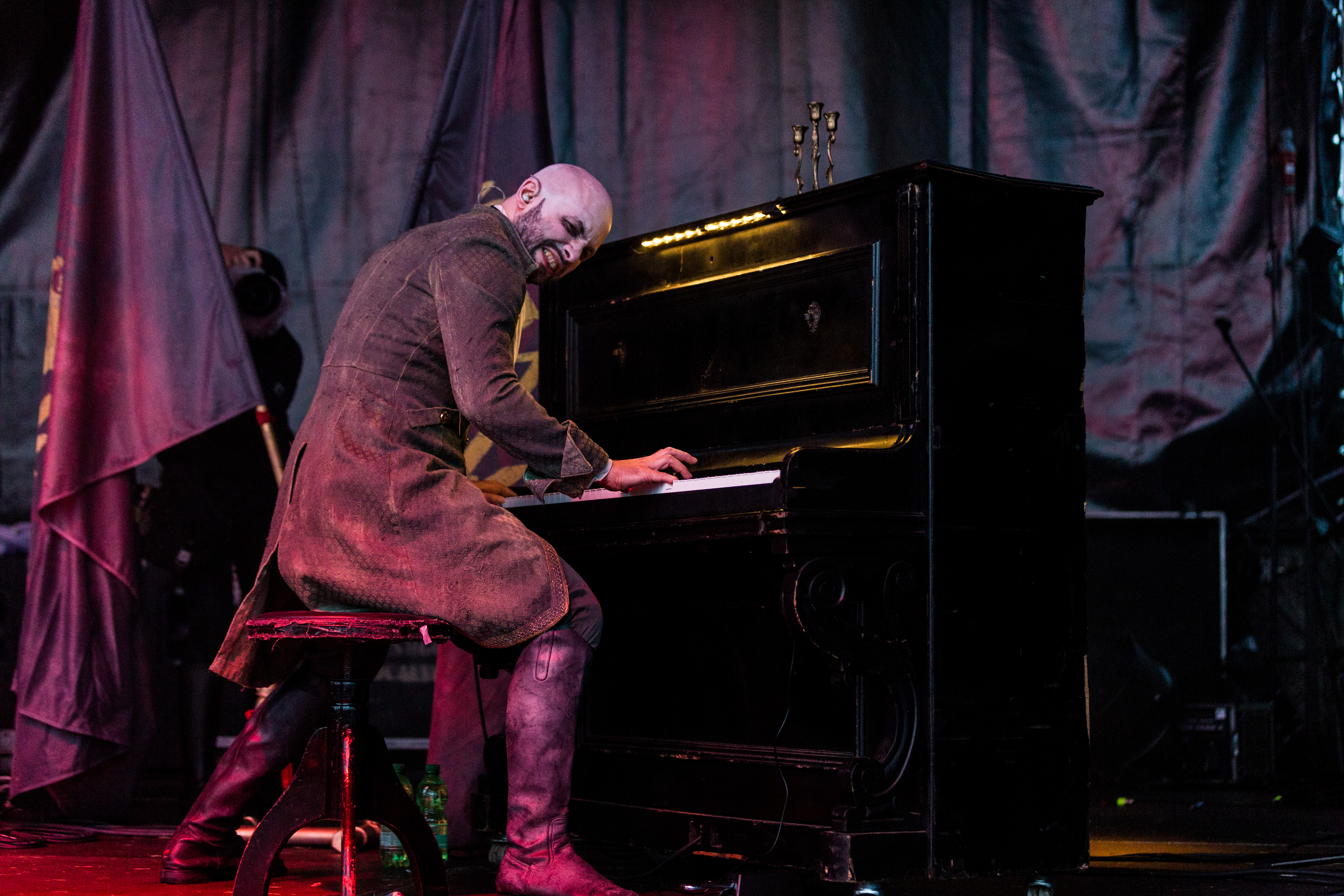
フランチェスコ・フェリーニ(Pi) 2017年

### 旧メンバー
- トマソ・リカルディ (Tommaso Riccardi) - ヴォーカル/リズムギター (2009 - 2017)
ライブセッションを経て、正式加入した。ストライダーでも活動していた。
- クリスティアノ・トリオンフェラ (Cristiano Trionfera) - リードギター (2007 - 2017)
アイコノクラスト、ロード・ヴァンパイア、ストライダーでも活動していた。
- パオロ・ロッシ (Paolo Rossi) - ベース/クリーン・ヴォーカル (2007 - 2024)
エアラインズ・オヴ・テラー、ブラッドトゥルース、ストライダーでも活動していた。
- フランチェスコ・ストルリア (Francesco Struglia) - ドラムス (2007 - 2009)
ロード・ヴァンパイア、VIIアルカノでも活動していた。

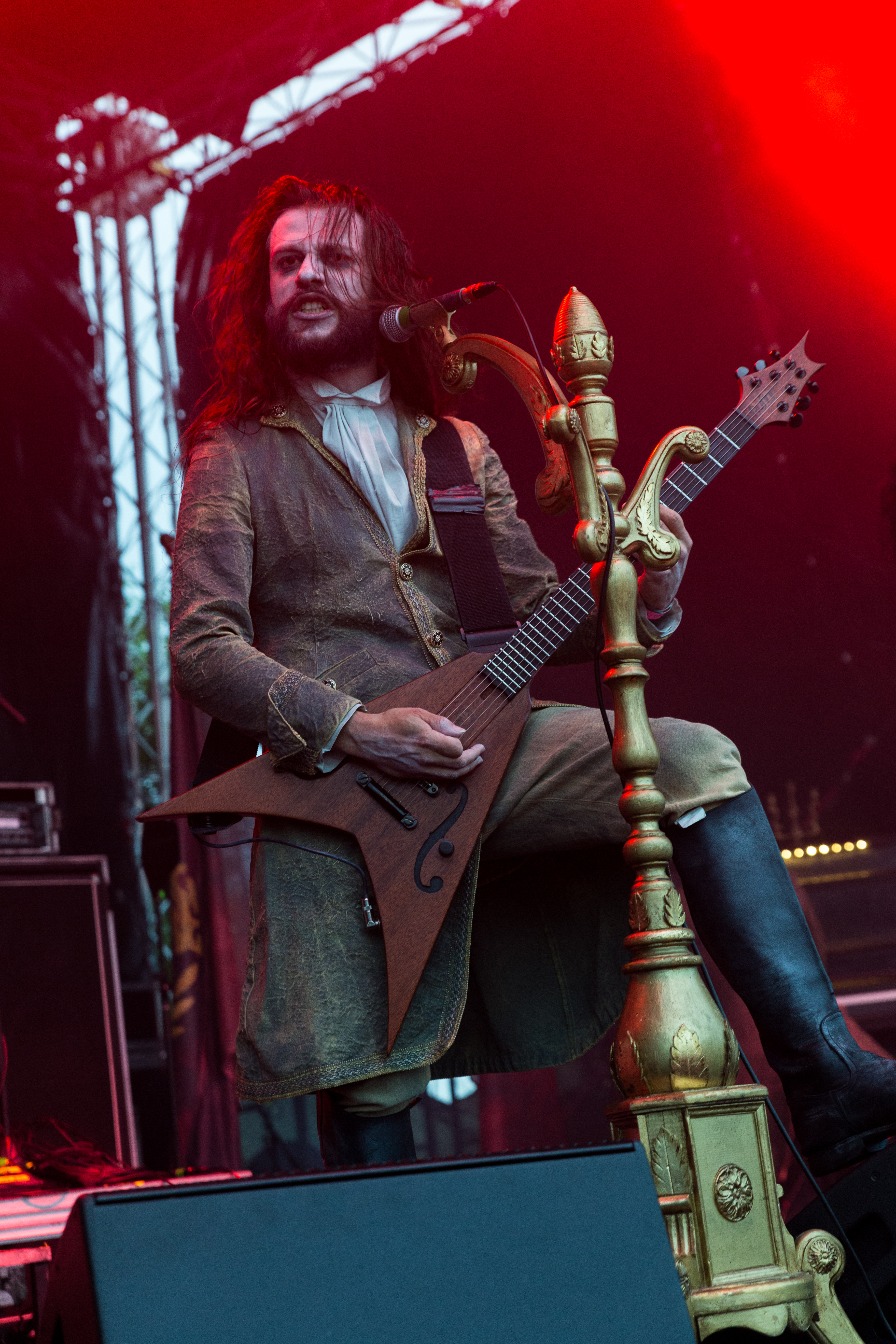
トマソ・リカルディ(Vo/G) 2017年
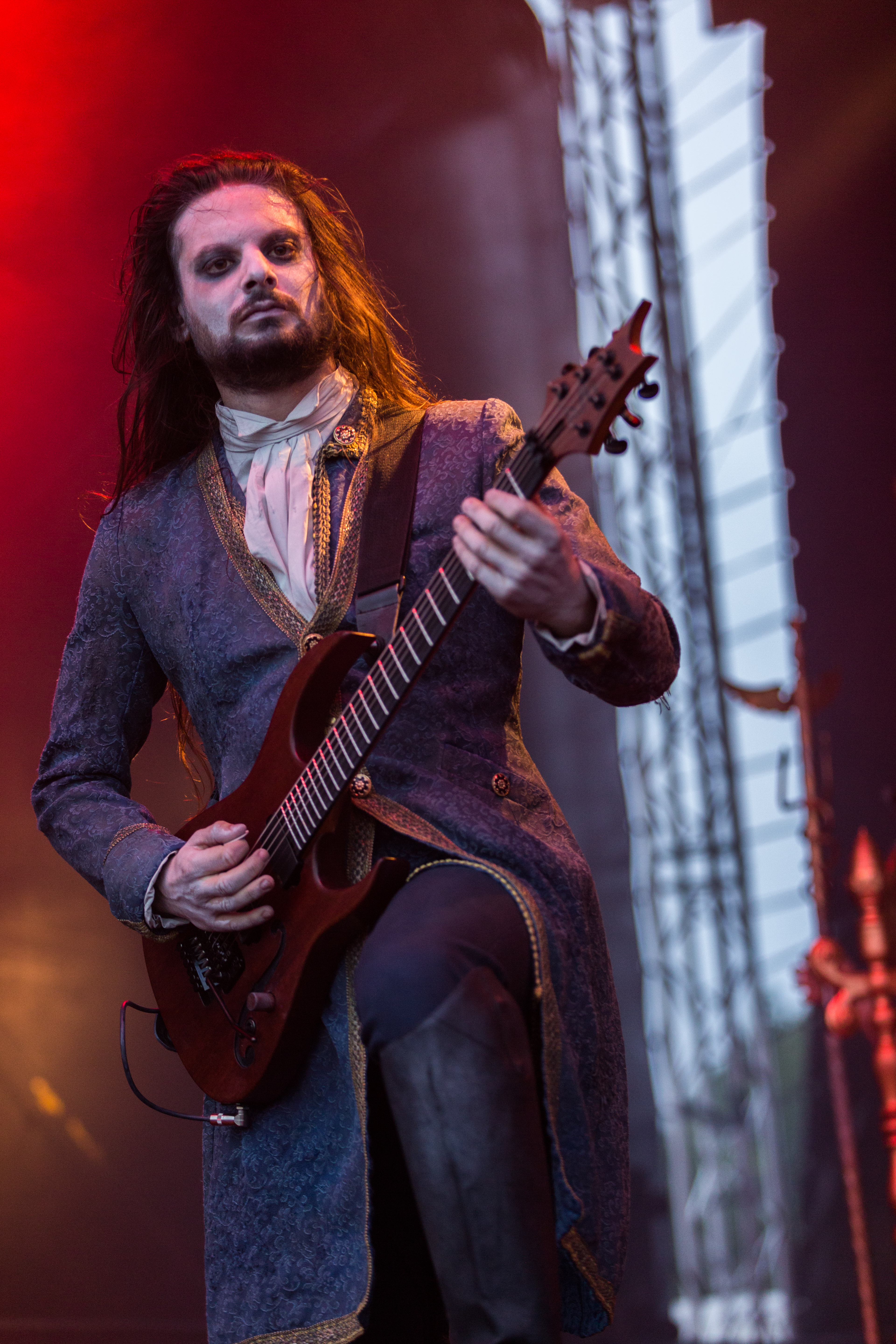
クリスティアノ・トリオンフェラ(G) 2017年
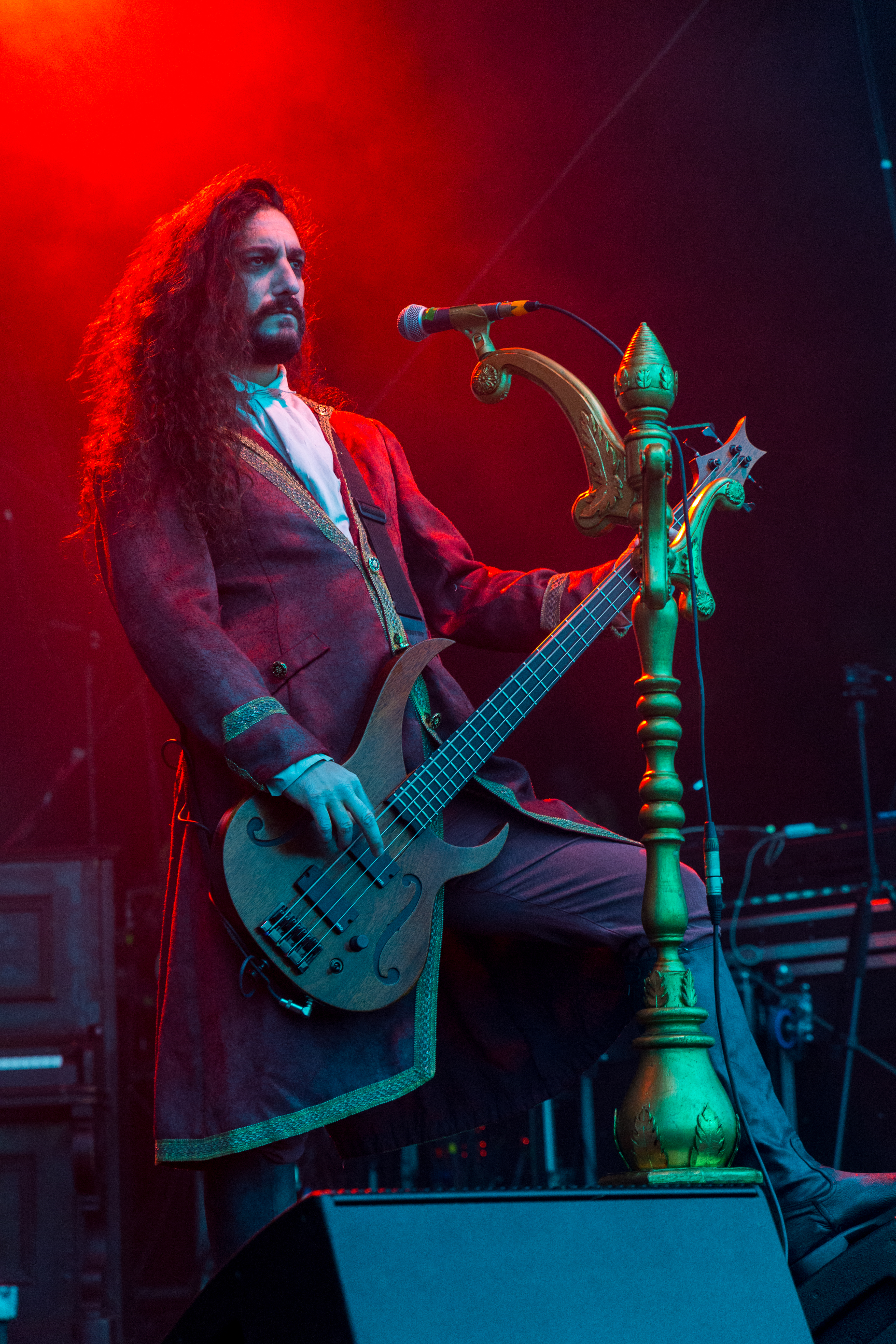
パオロ・ロッシ(B/クリーンVo) 2017年

### セッション・メンバー
- マウロ・メルキュリオ (Mauro Mercurio) - ドラムス
1stアルバム『Oracles』に参加。
アワー・オヴ・ペナンスでも活動していた アイコノクラストで活動中。
- ヴェロニカ・ボルダッチーニ (Veronica Bordacchini) - ソプラノヴォーカル (2013 - 2020)
ライヴ、2ndアルバム『Agony』、3rdアルバム『Labyrinth』、4thアルバム『King』、5thアルバム『Veleno』に参加。
2020年10月下旬に正式メンバーとして加入した[7]。
- ファビオ・バルトレッティ (Fabio Bartletti) - リードギター (2017 - 2020)
トマソ・リカルディ脱退後のライヴにセッション参加し、2020年10月下旬に正式メンバーとして加入した[7]。また、5thアルバム『Veleno』にも参加。
- ダーヴィッド・フォルキット (David Folchitto) - ドラムス (2017 - 2020)
トマソ・リカルディ脱退後、フランチェスコ・パオリのフロントマンに転向に併せてライヴセッションとして参加する。
ストームロード、カレドンなどでも活動。
- ユージン・リャブチェンコ (Eugene Ryabchenko) - ドラムス (2020)
2020年よりダーヴィッド・フォルキットに代わり、ライヴセッションとして参加することになったが、同年10月下旬には正式メンバーとして加入した[7]。
- ルドヴィコ・シオフィ (Ludovico Cioffi) - ベース (2023)
ディレイン、ナイトランドでも活動。

## ディスコグラフィ
- 2007年 Promo '07 (Demo)
- 2008年 Da Vinci Death Code (Septycal Gorge、Modus Delicti、Onirikとのスプリットアルバム)
- 2009年 Oracles (1stアルバム)
- 2010年 Mafia (1stEP)
アット・ザ・ゲイツの「Blinded By Fear」（『Slaughter Of The Soul』収録）のカバーが収録されている。
- 2011年 Agony (2ndアルバム)
日本盤及びiTunes配信にはボーナス・トラックとして、カーカスの「Heartwork」（『Heartwork』収録）のカバーが収録されている。
- 2013年 Labyrinth (3rdアルバム)
- 2016年 King (4thアルバム)
- 2019年 Veleno (5thアルバム)
- 2024年 Opera (6thアルバム)

## 日本公演
- 2014年
- 2015年
- 2017年
- 2019年